# Por H o por B
Por H o por B es una serie de televisión española de comedia creada, escrita y dirigida por Manuela Burló Moreno para HBO España en 2020 y basada en su cortometraje de 2013 Pipas. La serie está protagonizada por Marta Martín y Saida Benzal, quienes repiten sus roles del cortometraje como dos amigas de Parla que se reencuentran después de años en el barrio de Malasaña, Madrid. 
Brays Efe, Itziar Castro, Javier Bódalo y Fernando Albizu también tiene roles protagónicos en la serie. La serie se estrenó en HBO España el 22 de julio de 2020, siendo la tercera serie original de la plataforma, después de Foodie Love y En casa.
En 2023 la serie se elimina de la plataforma de HBO Max, pasando a verse en SkyShowtime, y estrenando su segunda temporada como un producto exclusivo de esta nueva plataforma de streaming el 26 de mayo de 2023.

## Trama
Hache (Marta Martín) y Belén (Saida Benzal) son dos amigas chonis que un día se reencuentran cuando la segunda decide mudarse al barrio de Malasaña, Madrid, donde Hache reside. El choque cultural entre lo moderno del barrio madrileño y su Parla natal será el detonante de una serie de catástrofes con resultados hilarantes, de personajes excéntricos y de reflexiones varias.

## Reparto

### Reparto principal
- Marta Martín como Hache
- Saida Benzal como Belén

### Reparto recurrente
- Javier Bódalo como Johnny (Episodio 1 - Episodio 6; Episodio 8 - Episodio 10)
- Diego Castillo como Jacinto (Episodio 1; Episodio 3 - Episodio 5; Episodio 9 - Episodio 10)
- Brays Efe como Oli (Episodio 2 - Episodio 3; Episodio 5 - Episodio 8; Episodio 10)
- Itziar Castro como Choni (Episodio 4 - Episodio 8)
- Fernando Albizu como Padre de Hache (Episodio 5 - Episodio 7; Episodio 10)

### Reparto episódico
- Ernesto Sevilla como Ernesto Sevilla (Episodio 1)
- Miguel Alcíbar como Segurata (Episodio 1)
- Teresa Riott como Chica Selfie (Episodio 1)
- Roma Calderón como Madre de Belén (Episodio 2)
- Charo Sánchez como Abuela de Belén (Episodio 2)
- Jordi Aguilar como Heavy Tienda Comics (Episodio 2)
- Luisber Santiago como Chico Hispter Gafas (Episodio 2)
- Fernando Valdivieso como Moderno Sala Exposición (Episodio 3)
- Niko Verona como Bryan de Parla (Episodio 3)
- Daniel Pérez Prada como ¿? (Episodio 7)
- Mariona Terés como Yoli (Episodio 8)
- Alberto Jo Lee como China Me Fascina (Episodio 8)
- Carlos Suárez como Juanito (Episodio 8)
- Benja de la Rosa como Chico Gran Vía (Episodio 9)
- Mila Espiga como Vecina de Hache (Episodio 9 - Episodio 10)
- Carmen Flores como Madre de Oli (Episodio 10)
- Richard Collins-Moore como Richard (Episodio 10)
- Felix Granado como El Berenjena (Episodio 6)

## Episodios

### Primera temporada (2020)
| N.º | Título                   | Dirigido por         | Escrito por          | Fecha de lanzamiento original |
| --- | ------------------------ | -------------------- | -------------------- | ----------------------------- |
| 1   | «Por los viejos tiempos» | Manuela Burló Moreno | Manuela Burló Moreno | 22 de julio de 2020           |
| 2   | «Felpudos»               | Manuela Burló Moreno | Manuela Burló Moreno | 22 de julio de 2020           |
| 3   | «Distrito Malasaña»      | Manuela Burló Moreno | Manuela Burló Moreno | 22 de julio de 2020           |
| 4   | «Pájaros en la cabeza»   | Manuela Burló Moreno | Manuela Burló Moreno | 22 de julio de 2020           |
| 5   | «Piedra en el camino»    | Manuela Burló Moreno | Manuela Burló Moreno | 22 de julio de 2020           |
| 6   | «Los padres de Belén»    | Manuela Burló Moreno | Manuela Burló Moreno | 22 de julio de 2020           |
| 7   | «Sopa de letras»         | Manuela Burló Moreno | Manuela Burló Moreno | 22 de julio de 2020           |
| 8   | «Choniland»              | Manuela Burló Moreno | Manuela Burló Moreno | 22 de julio de 2020           |
| 9   | «Róbame el corazón»      | Manuela Burló Moreno | Manuela Burló Moreno | 22 de julio de 2020           |
| 10  | «Sin máscaras»           | Manuela Burló Moreno | Manuela Burló Moreno | 22 de julio de 2020           |

## Producción
En mayo de 2019, se anunció que había comenzado el rodaje de la serie Por H o por B, escrita y dirigida por Manuela Burló Moreno. La serie está basada en el cortometraje Pipas de la misma directora, con las actrices jóvenes Marta Martín y Saida Benzal repitiendo sus roles del mismo. También se anunció que actores como Brays Efe, Itziar Castro, Javier Bódalo y Fernando Albizu aparecerían en la serie como personajes fijos.
De cara a la segunda temporada, Burló Moreno se repartió las labores de dirección con Raúl Navarro debido a su reciente maternidad.

### Música
La serie cuenta con una banda sonora licenciada compuesta por 18 canciones de diferentes grupos españoles de corte independiente, como Novedades Carminha, Tulsa o Alice Wonder, así como artistas internacionales como Britney Spears, Lorna o Daddy Yankee. Las canciones fueron recopiladas por la página web de música DOD Magazine mediante una lista de reproducción de Spotify.
| Banda sonora de "Por H o por B" |                                                                                |          |  |
| N.º                             | Título                                                                         | Duración |  |
| 1.                              | «Bien que Paris Sois Gris» (de Selectracks)                                    | 2:01     |  |
| 2.                              | «Papi Chulo... Te Traigo el Mmmm» (de Lorna)                                   | 3:00     |  |
| 3.                              | «...Baby One More Time» (de Britney Spears)                                    | 3:31     |  |
| 4.                              | «Unchained Melody» (de Alex North)                                             | 4:28     |  |
| 5.                              | «Hay un Sitio Pa Ti» (de Novedades Carminha)                                   | 2:27     |  |
| 6.                              | «Toxic» (de Britney Spears)                                                    | 3:18     |  |
| 7.                              | «Calipso» (de Francis White)                                                   | 3:50     |  |
| 8.                              | «Like a Virgin» (de Tom Kelly, Billy Steinberg, RR y Ballroom Dance Orchestra) | 3:24     |  |
| 9.                              | «Oda al Amor Emífero» (de Tulsa)                                               | 3:46     |  |
| 10.                             | «Macho Man» (de Village People)                                                | 5:21     |  |
| 11.                             | «100 Vidas» (de Cycle)                                                         | 2:44     |  |
| 12.                             | «El Cha-ca-chá del Tren» (de El Consorcio)                                     | 2:31     |  |
| 13.                             | «Dynamita» (de Fael)                                                           | 3:36     |  |
| 14.                             | «Tiki Tiki» (Mueveloreina)                                                     | 2:51     |  |
| 15.                             | «Gasolina» (de Daddy Yankee)                                                   | 3:12     |  |
| 16.                             | «Run Run» (de Alice Wonder)                                                    | 3:06     |  |
| 17.                             | «Heroes Never Die» (de Maren)                                                  | 3:07     |  |
| 18.                             | «Happy Together» (de The Turtles)                                              | 2:56     |  |
| 59:17                           |                                                                                |          |  |

## Lanzamiento
El 5 de junio de 2020, se sacó el tráiler de la serie y se anunció que se estrenaría en HBO España el 22 de julio de 2020.